# 仙岩镇 (玉山县)
仙岩镇，是中华人民共和国江西省上饶市玉山县下辖的一个乡镇级行政单位。

## 行政区划
仙岩镇下辖以下地区：
毛家社区、吴家社区、官溪社区、桥棚村、埂头村、后陈村、黄茅坞村、毛家垄村、竹川村、中店村、平埂村、桑园村和黄坳村。